# 胱天蛋白酶
胱天蛋白酶（英語：Caspases，也被称为半胱天冬酶）是一类半胱氨酸蛋白酶的统称。通常半胱天冬酶以酶原的形式合成，称为半胱天冬酶原（Procaspases）。在人类基因组中，这个蛋白质家族已知包含至少有12个成员，它们参与细胞凋亡、发育、坏死、炎症等许多重要的生理过程。其英文名称「Caspases」来自于半胱氨酸（cysteine）、天冬氨酸（aspartic acid），和蛋白酶（proteases）的字母缩写。caspase是一种少见的非常专一的蛋白酶，它们发挥功能时会特异性地进攻蛋白质中的半胱氨酸残基和切断天冬氨酸残基后面的肽键。半胱天冬酶家族的成员于1990年代其陆续被发现，之后对半胱天冬酶的研究持续成为热点，因为细胞凋亡的异常是造成肿瘤、阿兹海默病等严重病症的一个主因。
胱天蛋白酶缺乏症已经被确定为肿瘤发展的原因。肿瘤生长可以通过一系列因素的组合发生，包括细胞周期基因中的突变，其消除对细胞生长的限制，以及通过在异常生长的细胞中诱导细胞死亡而响应的凋亡蛋白如胱天蛋白酶的突变。相反，某些caspase如caspase-3的过度激活可导致过度的程序性细胞死亡。这在神经细胞神经退行性疾病的几种神经变性疾病中可见，如阿茲海默症(Alzheimer's disease)。

## 历史
caspase的发现起源于对秀丽隐杆线虫发育的研究。线虫从胚胎发育到成体的过程共产生1090个体细胞，最后只会留下959个。1986年，美国麻省理工学院Horvitz实验室发现，当基因Ced3或Ced4突变时，1090个细胞全部存活；Ced9突变时，所有细胞在胚胎期死亡，无法得到成虫。这一结果暗示了Ced3/4/9以及其同源基因在细胞凋亡之中的重要作用。

## 种类
胎生哺乳动物的caspase有十余种，按功能可以分为两种：
1. 炎症caspase，包括caspase-1、4、5、11、12，负责产生白介素1（英语：Interleukin-1 family），IL-1前体蛋白需要caspase在特异位点切割后才能成为有活性的细胞因子
2. 凋亡caspase，包括caspase-2、3、6、7、8、9、10，负责介导细胞凋亡，其中又可分为起始caspase和效应caspase两类。